# Johan Strand Johansen
Johan Strand Johansen (* 3. Februar 1903 in Åfjord, Fylke Sør-Trøndelag; † 12. Februar 1970 in Moskau) war ein norwegischer Journalist und Politiker der Norges Kommunistiske Parti (NKP), der zwischen 1932 und 1955 Mitglied des Zentralvorstandes, 1945 bis 1953 Parteisekretär sowie zuletzt zwischen 1953 und 1955 Vize-Vorsitzender der NKP war. Nach Ende des Zweiten Weltkrieges war er von Juni bis November 1945 Arbeitsminister in der ersten Regierung von Ministerpräsident Einar Gerhardsen sowie von 1945 bis 1949 Mitglied des Storting.
Nachdem die NKP bei der Wahl vom 10. Oktober 1949 alle Sitze im Storting verloren hatte, rechnete er im Oktober 1949 mit dem Flügel um den ehemaligen Parteivorsitzenden Peder Furubotn (Furubotn-oppgjøret) ab. Bei der Wahl vom 12. Oktober 1953 wurde Strand Johansen, der auch Werke von Wladimir Iljitsch Lenin und Josef Stalin ins Norwegische übersetzte, wieder zum Mitglied des Storting gewählt und zog sich dann 1955 aufgrund einer Erkrankung aus der Politik zurück.

## Leben

### Jugendfunktionär und Journalist
Strand Johansen, Sohn des Fabrikarbeiters Anton Rambek Johansen und dessen Ehefrau, engagierte sich bereits als Schüler im Norwegischen Sozialdemokratischen Jugendverband (Norges Sosialdemokratiske Ungdomsforbund), der sich 1921 in Norwegischer Kommunistischer Jugendverband NKU (Norges Kommunistiske Ungdomsforbund) umbenannte, und war Vorsitzender der NKU in Trondheim. Er wurde nach dem Schulabschluss 1923 Journalist bei der Trondheimer Tageszeitung Ny Tyd und wurde zugleich Mitglied der Norwegischen Kommunistischen Partei NKP (Norges Kommunistiske Parti), die sich 1923 von der Arbeiderpartiet abspaltete. In der Folgezeit war er Sekretär der NKU in der Region Trøndelag.
Nach einem Aufenthalt in der Sowjetunion Mitte der 1920er Jahre wurde Strand Johansen Mitarbeiter der Presseorgane der NKP sowie 1930 Chefredakteur der in Odda erscheinenden Tageszeitung Hardanger Arbeiderblad, ehe er 1931 Arvid G. Hansen als Chefredakteur von Arbeideren folgte, dem Zentralorgan der NKP.

### Funktionär der NKP, Zweiter Weltkrieg und Konzentrationslager
Neben seiner journalistischen Tätigkeit begann Strand Johansen Anfang der 1930er Jahre auch seine Tätigkeit als Funktionär in der NKP. Wegen seiner führenden Rolle beim sogenannten Menstadslaget, einer bewaffneten Auseinandersetzung zwischen streikenden Arbeitern der Norsk-Hydro-Fabrik in Menstad auf der einen Seite, sowie Polizei- und Armeekräften andererseits, wurde er am 8. Juni 1931 für einige Zeit festgenommen. 1932 wurde er zum Mitglied des Zentralvorstands der NKP gewählt und gehörte diesem bis 1955 an.
Kurze Zeit später ging er für einige Jahre in die Sowjetunion, wo er als Lehrer an der Internationalen Lenin-Schule tätig war und die Werke von Wladimir Iljitsch Lenin und Josef Stalin ins Norwegische übersetzte. Ende der 1930er Jahre kehrte er nach Norwegen zurück, hatte aber bei Ausbruch des Zweiten Weltkrieges keine formelle Führungsposition in der NKP inne.
Als nach der deutschen Besetzung Norwegens durch das Unternehmen Weserübung die deutsche Besatzungsmacht am 16. November 1940 die NKP verboten hatte, wurde Strand Johansen wie die meisten führenden Parteifunktionäre zunächst festgenommen und verhört, dann aber wieder freigelassen, wobei er sich jedoch wegen seines langjährigen Aufenthalts in der Sowjetunion am längsten in Haft befand. Nachdem mit dem Unternehmen Barbarossa am 22. Juni 1941 mit dem Angriff der Wehrmacht der Deutsch-Sowjetische Krieg begann, wurde er jedoch zusammen mit seiner sowjetisch-jüdischen Ehefrau Helene Sterlina erneut verhaftet. Er wurde daraufhin ins KZ Sachsenhausen verbracht, während seine Ehefrau ins KZ Auschwitz gebracht wurde, wo sie am 1. Mai 1942 ums Leben kam.

### Minister, Storting-Mitglied und Flügelkampf in der NKP
Nach seiner Befreiung aus der KZ-Haft und seiner Rückkehr nach Norwegen wurde Strand Johansen am 25. Juni 1945 in der ersten Regierung von Ministerpräsident Einar Gerhardsen, der mit ihm im KZ Sachsenhausen eingesessen hatte, Arbeitsminister (Arbeidsminister). Diese Funktion in der Allparteienregierung (Samlingsregjeringen) bekleidete er bis zum 5. November 1945.
Bei der Wahl vom 8. Oktober 1945 wurde Strand Johansen als Kandidat der NKP zum Mitglied des Storting gewählt und vertrat dort bis zum Ende der Legislaturperiode am 10. Januar 1950 die Interessen von Oslo. Er war zwischen dem 4. Dezember 1945 und dem 10. Januar 1950 Vize-Vorsitzender der NKP-Fraktion im Storting.
Sein Abgeordnetenmandat verlor er jedoch bereits bei der Wahl vom 10. Oktober 1949. Die NKP verlor nicht nur 6,1 Prozentpunkte, sondern trotz nennenswertem Stimmenanteil von 5,8 Prozent wegen der geltenden Wahlordnung alle elf Sitze.
Daraufhin klagte er den ehemaligen Vorsitzenden und Generalsekretär Peder Furubotn als Hauptverantwortlichen für die Wahlniederlage an, während er den seit 1946 amtierenden Parteivorsitzenden Emil Løvlien unterstützte. Bei einem Parteitreffen hielt er eine Flügelrede (oppgjørstale), die später auch veröffentlicht wurde. Dieser dramatische innere Parteistreit führte letztlich dazu, dass Furubotn und 170 von dessen Anhängern aus der NKP ausgeschlossen wurden. Andererseits erlitt aber auch Strand Johansen, der aufgrund seiner Kriegserlebnisse psychische und physische Probleme hatte, nach den Wortgefechten bei dem Parteitreffen einen Nervenzusammenbruch.

### Wiederwahl zum Storting-Mitglied, Vize-Parteivorsitzender und Aufenthalt in der Sowjetunion
Vor der Wahl vom 12. Oktober 1953 war das Wahlrecht modifiziert worden mit dem Ziel, die Stimmenanteile der Parteien genauer auf die Sitzverteilung abzubilden. 1945 und 1949 war insbesondere die Arbeiterpartei begünstigt worden. 1953 musste die Arbeiterpartei deshalb trotz Stimmenzuwächsen Mandate abgeben. Die Überrepräsentation wurde jedoch nicht vollständig beseitigt, so dass ihre absolute Mehrheit im Parlament bestehen blieb. Profitieren konnte hingegen die NKP, die trotz leichter Stimmenverluste von 0,7 Prozentpunkten nach vier Jahren Abstinenz ins Parlament zurückkehrte und mit 5,1 Prozent nunmehr drei Abgeordnete stellen konnte, darunter Strand Johansen, der wiederum die Interessen von Oslo vertrat. Zugleich wurde er 1953 auch zum Vize-Vorsitzenden der NKP gewählt und damit zum Stellvertreter des Parteivorsitzenden Emil Løvlien.
Nachdem er 1955 schwer erkrankte zog er sich aus der Politik zurück und begab sich zur medizinischen Behandlung und Erholung in die Sowjetunion. Er kehrte danach nicht mehr nach Norwegen zurück, sondern verstarb 1970 in Moskau.

## Veröffentlichungen
- Valgets lærdommer og kommunistenes oppgaver. Et opgjør med det partifiendelige sentrum, 1949

## Hintergrundliteratur
- J. Lippe (Herausgeber): Norges kommunistiske partis historie, Band 1, 1963
- P. O. Johansen: Menstadkonflikten 1931, 1977
- A. Nilsen: NKPs rolle på Stortinget 1945–49, 1980
- L. Vetlesen: Oktober-eksplosjonen i NKP. Årsaker og omstendigheter i forbindelse med sprengningen av Norges kommunistiske parti i oktober 1949, 1980
- T. Halvorsen: NKP i krise. Om „oppgjøret med det annet sentrum 1949–50“, 1981
- T. Pryser: Klassen og nasjonen,bd. 4 av Arbeiderbevegelsens historie i Norge, 1988
- H. I. Kleven: Parti i flammer. Dokumentasjon og betraktninger omkring “oppgjøret” i Norges Kommunistiske Parti 1949–50, 2 Bände, 1990
- T. Titlestad: I Stalins skygge. Om korleis ein politisk leiar byggjer og taper makt. Peder Furubotn, NKP og SUKP 1945–49, Bergen 1997
- A. Pettersen: Hva var galt med NKP? Om de historiske røtter til Furubotnoppgjøret i NKP 1949–50, 1999
- L. Borgersrud: Fiendebilde Wollweber. Svart propaganda i kald krig, 2001